# The Witch (film)
The Witch (stiliserad som The VVitch, med undertiteln A New-England Folktale) är en amerikansk-kanadensisk skräckfilm från 2015 i regi av Robert Eggers, som även har skrivit manus till hela filmen. Filmen, vars handling utspelar sig i New England under 1630-talet, hade sin allra första premiärvisning på Sundance Film Festival den 27 januari 2015, för att sedan få officiell biopremiär i USA den 19 februari 2016. Huvudrollen i filmen spelas av Anya Taylor-Joy.
Filmen släpptes på DVD i Sverige den 17 oktober 2016, detta av Universal Sony Pictures Home Entertainment Nordic.

## Rollista
- Anya Taylor-Joy – Thomasin
- Ralph Ineson – William
- Kate Dickie – Katherine
- Harvey Scrimshaw – Caleb
- Ellie Grainger – Mercy
- Lucas Dawson – Jonas
- Julian Richings – Guvernören
- Bathsheba Garnett – Häxan
- Sarah Stephens – Häxan (som ung)
- Wahab Chaudhry – Svarta Phillip (både röst och människoform)
- Charlie – Svarta Phillip (getform)